# تيرينس تي إيفانز
تيرينس تي إيفانز (بالإنجليزية: Terence T. Evans)‏ هو قاضي ومحامي أمريكي، ولد في 25 مارس 1940 في ميلواكي في الولايات المتحدة، وتوفي في 10 أغسطس 2011 في شيكاغو في الولايات المتحدة.

## وصلات خارجية
- تيرينس تي إيفانز على موقع إن إن دي بي (الإنجليزية)